# Sunni

Stater med en muslimsk befolkningsandel på över 10%.
Grön: Sunni
Röd: Shia
Blå: Ibadi

Sunni är en  trosinriktning och den största grenen inom islam. Ordet sunni kommer från det arabiska ordet sunna som avser de läror och traditioner som profeten Muhammed predikade. Den fullständiga beteckningen är ahl-al-sunnah wa-al-Jama'ah, traditionernas och samförståndets folk. Sunnis anhängare, sunniter eller sunnimuslimer, omfattar majoriteten av världens muslimer, cirka 90 %.
För sunnimuslimer har Muhammed och hans efterträdares handlingssätt och seder extra stor betydelse.
Sunnimuslimerna följer någon av de  fyra större rättsskolorskolor som vilar på sunna: maliki, hanafi, shafi, och hanbali. 
De fyra första kaliferna Abu Bakr, Umar ibn al-Khattab, Uthman ibn Affan och Ali ibn Abi Talib innehar en särskild ställning inom sunniislam och bär titeln "de riktigt vägledda kaliferna".
Teologiskt står sunni och shia, den näst största riktningen inom islam, på samma grund, det vill säga Koranen och sunna. Sunniterna tillerkänner sunna lika stor auktoritet som Koranen. Shiamuslimer anser att de som kan tolka Koranen och sunnan på korrekt sätt är Ahl al-Bayt, vilka är de som man då bör referera till för att få en korrekt förståelse av Koranen och sunnan.
Till dominerande sunniislamska grupper hör bland andra wahhabiter och salafister vilka också är politiskt aktiva. Den 25-27 augusti 2016 hölls en konferens i Groznyj där ca 200 muslimska lärda samlades från olika länder. Under den konferensen exkluderades den salafistiska wahhabism som utövas i Saudiarabien från sunniislam.

## Historik
Brytningen mellan sunni- och shiaislam kan spåras tillbaka till åren och decennierna efter profeten Muhammeds död år 632. Det framväxande islamska eller muslimska riket eller kulturen hade interna konflikter som ledde till strider, vilka i sin tur la grunden till tre olika inriktningar inom islam.